# (3858) Dorchester
(3858) Dorchester – planetoida z grupy przecinających orbitę Marsa okrążająca Słońce w ciągu 3,24 lat w średniej odległości 2,19 j.a. Została odkryta 3 października 1986 roku w Obserwatorium Brorfelde w Danii przez Poula Jensena. Jej nazwa pochodzi od brytyjskiego Dorchester, które jest miastem partnerskim Holbæk – miasta znajdującego się w pobliżu Obserwatorium Brorfelde. Przed nadaniem nazwy planetoida nosiła oznaczenie tymczasowe (3858) 1986 TG.